# Caroline (Alberta)
Caroline è un villaggio del Canada, situato nella provincia dell'Alberta, nella divisione No. 9.